# Рейхет, Виктор Иосифович
Виктор Иосифович Рейхет (18 августа 1922, село Мариново, Одесская область, Украинская ССР — 9 февраля 2000, Санкт-Петербург) — советский живописец и педагог, народный художник РСФСР (1982), член Санкт-Петербургского Союза художников (до 1992 года — Ленинградской организации Союза художников РСФСР). По мнению С. В. Иванова, один из представителей ленинградской школы живописи.

## Биография
- С 1938 г. по 1940 г. учился на физико-математическом факультете Одесского Государственного университета.
- В период с 1939 по 1940 год работал учителем математики в Лозоватской средней школе Одесской области.
- В 1940 г. по комсомольскому призыву направлен в Вольское авиатехническое училище.
- С 1942 по 1945 гг. участвовал в Великой Отечественной войне[3].
- В 1945 г. после демобилизации поступает в Одесское художественное училище.
- С 1949 по 1955 проходил обучение в Институте живописи, скульптуры и архитектуры им. И. Е. Репина, в мастерской В. М. Орешникова.
- 1956—1958 гг. — аспирант Института им. И. Е. Репина.
- С 1957 г. начинает педагогическую деятельность на кафедре живописи и композиции Института им. И. Е. Репина в мастерской В. М. Орешникова.
- В 1975 г. избран на должность профессора кафедры живописи и композиции Санкт-Петербургского государственного академического института живописи, скульптуры и архитектуры имени И. Е. Репина.

## Творчество
Виктор Рейхет участвовал в выставках с 1955 года. В его раннем творчестве ведущее место занимала военная тема. Виктор Рейхет ушёл на фронт курсантом Вольского авиатехнического училища и встретил Победу в освобожденной Вене. После демобилизации он окончательно утвердился в желании стать художником. В 1960—1980 годы Рейхет создал целый цикл произведений, посвященных Великой Отечественной войне. В него вошли картины «Непокоренная» (1958), «К партизанам» (1963), «Проводы» (1967), «Солдатки» (1981) и другие, принёсшие художнику заслуженное признание и известность.
Портреты Рейхета представляют собой быстрые наброски-этюды, и одновременно законченные портреты-картины. Картины, написанные свободно, широкой кистью помимо отражения особенности внешнего облика модели, передают внутреннее состояние портретируемого. Чаще всего художник изображал хорошо знакомых и близких ему людей. Отдельное место в творчестве Виктора Рейхета занимают портреты жены, Ларисы Сергеевны Ореховой. Заметное место в своем творчестве Рейхет уделял пейзажу. За годы работы им была создана галерея правдивых и выразительных образов. Многие из них были написаны художником в ходе поездок по России, а также по Франции и Германии. В 1989—1992 годах работы В. И. Рейхета с успехом были представлены на выставках и аукционах русской живописи L' Ecole de Leningrad во Франции